# Sollicitudo rei socialis
La Sollicitudo rei socialis è un'enciclica pubblicata dal papa Giovanni Paolo II il 30 dicembre 1987. Tratta della questione sociale a vent'anni di distanza dell'enciclica di papa Paolo VI Populorum progressio.

## Contenuto
- I - Introduzione
- II - Novità dell'enciclica Populorum progressio
- III - Panorama del mondo contemporaneo
- IV - L'autentico sviluppo umano
- V - Una lettura teologica dei problemi moderni
- VI - Alcuni orientamenti particolari
- VII - Conclusione